# Jeepdunk

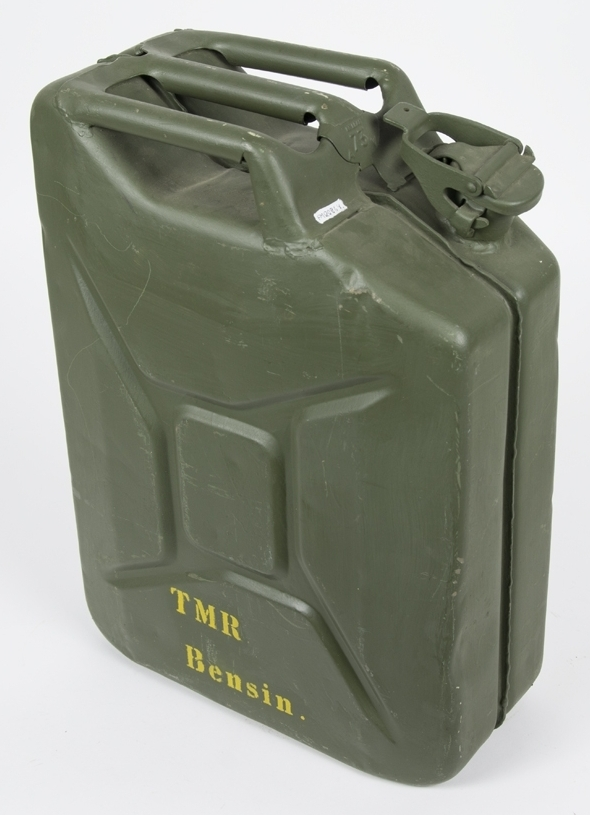
Svensk militär jeepdunk för bensin.

Jeepdunk på sverigesvenska och jerrykanna på finlandssvenska är en dunkkonstruktion som huvudsakligen används som portabel bränslebehållare. Konstruktionen är mångsidig i sin utformning och känd för att vara robust, stryktålig, lätthanterlig och användarvänlig. De tillverkas normalt av stål men förekommer även i andra material.
Jeepdunken konstruerades ursprungligen under 1930-talet i Nazityskland för militära ändamål, men dess mångsidighet bidrog till att konstruktionen snabbt kopierades och spreds  över hela världen. Ursprungsmodellen rymde 20 liter vätska och det har fortsatt varit den typiska volymen för dunkarna.

## Etymologi
- Blitzcan (blitz-can) – engelskt namn för dunken. Härstammar från officiell USA-dokumentation där den benämns 5-gallon can eller Blitz Can.[1] Blitz hänsyftar på den tyska krigföringen "blixtkrig" (tyska: blitzkrieg).[4]

- Jeepdunk – traditionell rikssvensk benämningen för dunken. Härstammar från svenska försvarsmaktens inköp av "Willys MB Jeep" efter andra världskriget, sedermera benämnd 'Terrängbil 1/2 ton'.[5] Fordonen kom med amerikanska kloner av dunken som därför började kallas "jeepdunk".

- Jerrycan (jerry-can), alternativt jerrican (jerri-can) som FN stavar det[6][1] – traditionellt engelskt namn för dunken. Betyder ursprungligen "tysk kanna eller dunk". Jerry (uttal: /ˈʤɜri/) är ett brittiskt slanguttryck för folk av tysk nationalitet (plural: jerries), ursprungligen myntat under första världskriget som en språklig böjning av förstavelsen i German (uttal: /ˈʤɜrːmən/), engelska för "tysk".[7] När brittiska trupper kom i kontakt med tyska jeepdunkar under fälttåget i Nordafrika som del av andra världskriget började de därför kalla dunken för "jerry can" (tysk dunk).[7]

- Jerrykanna – traditionell finlandsvensk benämning för dunken (jämsides finska: jerrykannu). Ursprungligen en direktöversättning av engelskans "jerry can".[2] På svenska har benämningen framför allt förekommit i Finland.[2]

- Wehrmacht-Einheitskanister – ursprungliga tyska namnet för dunken (ungefär "försvarsmaktens enhetsdunk" på nusvenska).

## Historik

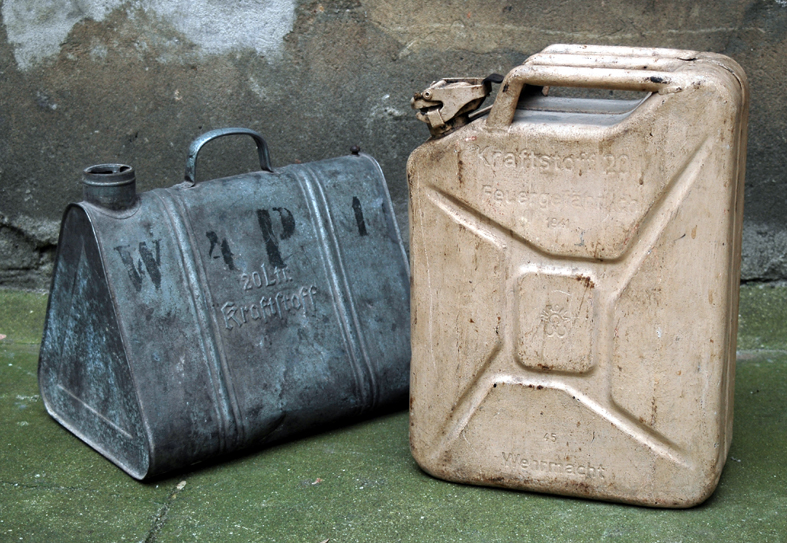
Tysk jeepdunk (höger) jämte dess föregångare (vänster).

Jeepdunken konstruerades under 1930-talet i Nazityskland för militära ändamål och benämndes Wehrmacht-Einheitskanister. Typen var avsevärt bättre gentemot de bränslebehållare som användes av andra länder och gav de tyska motoriserade trupperna ett övertag i sin blixtkrigstaktik (tyska: blitzkrieg) under andra världskrigets tidiga skede.
Tidigt på vintern under ökenkriget 1942 hade de allierade med brittiska åttonde armén lyckats driva de tyska trupperna genom större delen av Libyen, när de tvingades retirera. Anledningen var att de inte lyckades hålla försörjningslinjerna öppna. Det berodde till stor del på långsam transport och besvärlig påfyllning av drivmedel. De använde olika sorters dunkar och flaskor, som var svåra att stapla och tömma, medan de tyska transporterna använde de effektivare jeepdunkarna. De allierade soldaterna stal därför tyska jeepdunkar för att byta ut de egna modellerna och exemplar skickades till Storbritannien för att kopieras, med syftet att införa konstruktionen som del av de allierades materiel.
Vid tiden för Slaget vid el-Alamein hade britterna tillräckligt med jeepdunkar, och drivmedelsförsörjningen fungerade bättre. Tillsammans med USA beslutades att dunkarna skulle användas genomgående av de allierade. Till den europeiska krigskådeplatsen skulle de uteslutande tillverkas i Storbritannien, även till de amerikanska trupperna, eftersom det vore ineffektivt att transportera dem i konvojer.

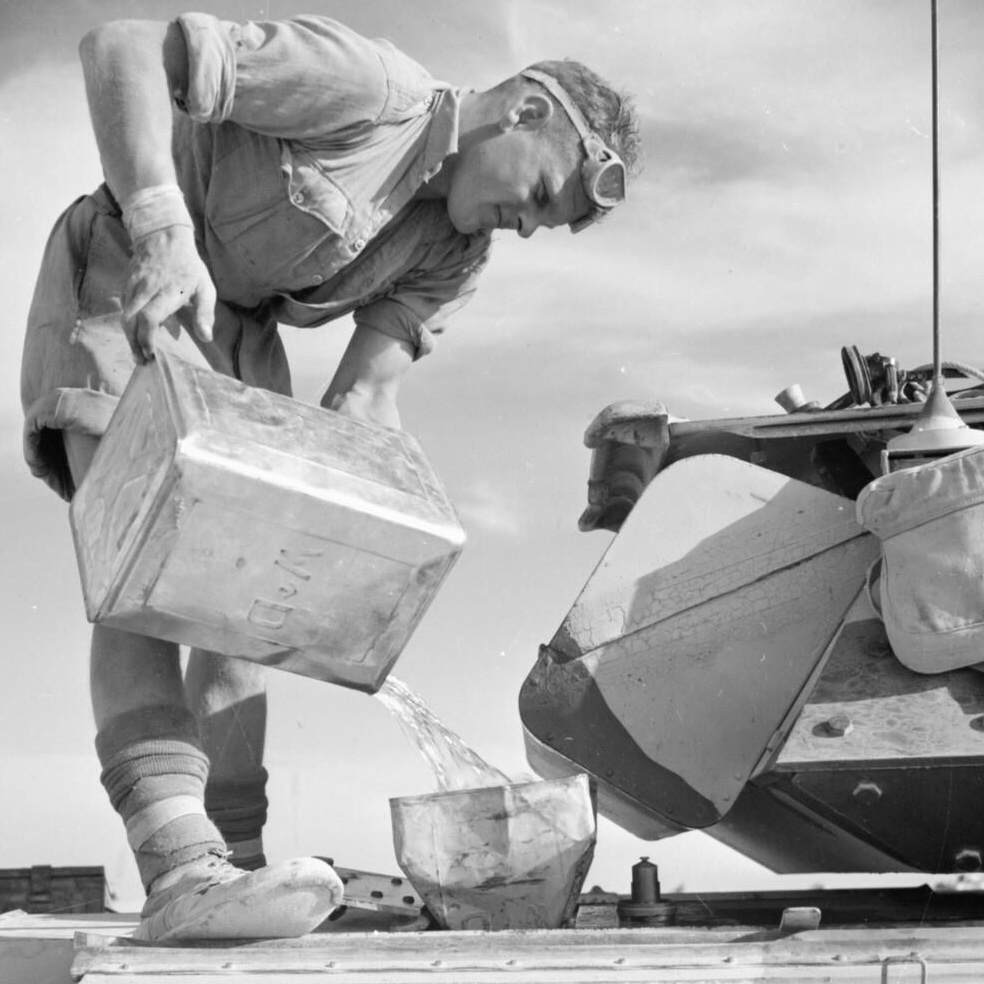
Brittisk tunnplåtsdunk "flimsy", billig men känslig för läckage, Nordafrika, cirka 1942.
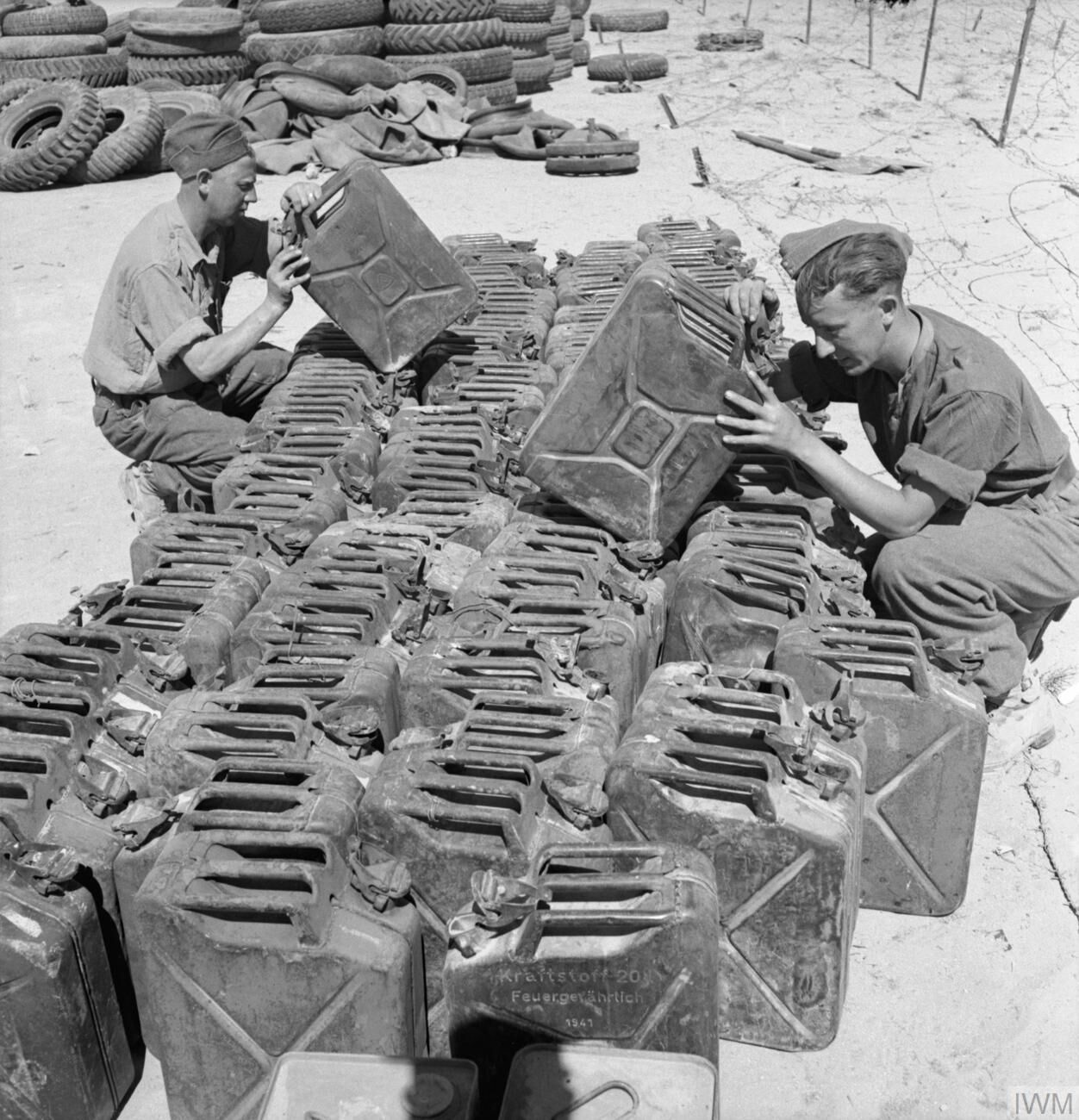
Brittisk inspektion av erövrade tyska jeepdunkar, Nordafrika, april 1942.
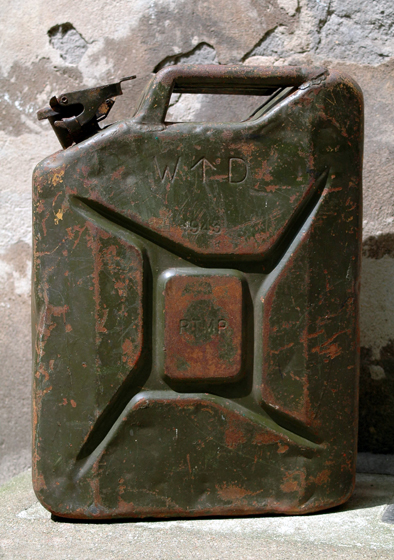
Brittisk piratkopia av den tyska jeepdunken, tillverkad 1943.
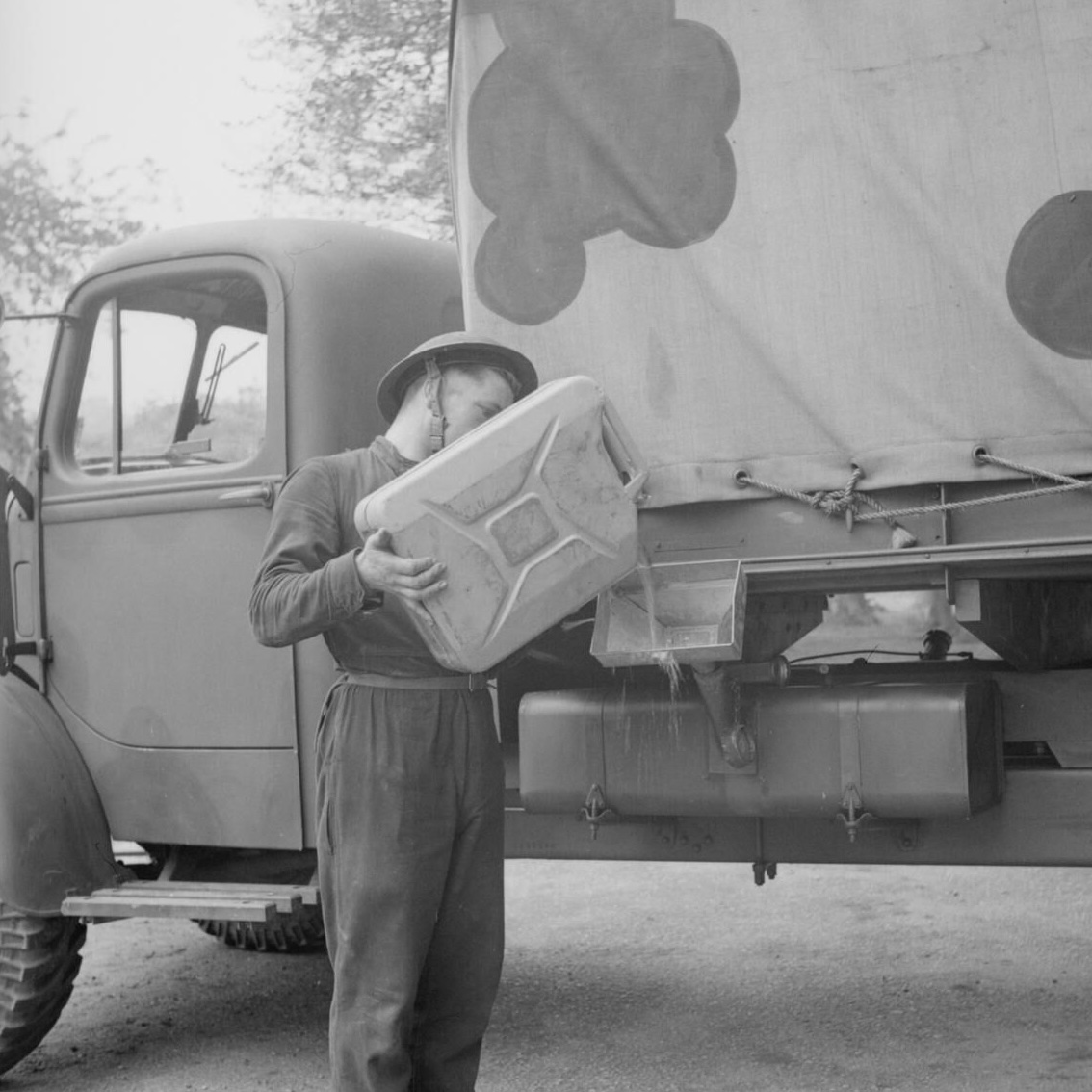
Brittisk soldat med jeepdunk, Ashford, sydöstra England, juni 1943.
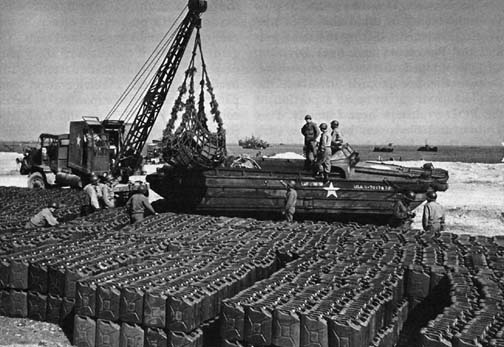
Allierade jeepdunkar under förberedelserna inför dagen-D, april 1944.

I en av sina rapporter till kongressen skrev amerikanska presidenten Franklin D. Roosevelt att de allierade inte hade klarat av att inta Frankrike på så kort tid som de gjorde utan tillgång till dunkarna: 
| ”                        | Without these cans it would have been impossible for our armies to cut their way across France at a lightning pace which exceeded the German Blitzkrieg of 1940. | „ |
| – Franklin D. Roosevelt, | |   |

Efter kriget fortsatte modellen att tillverkas och blev snabbt den vanligaste dunkkonstruktionen för bränsle, både militärt och civilt. Konstruktionen har i stort sett varit oförändrad sedan den började tillverkas.

## Konstruktion
Jeepdunken tillverkas av två formpressade metallhalvor som svetsats ihop med en enda svetslinje. Till formen är den rektangulär med stora bredsidor och smalt djup som gör det enkelt att stapla och rada upp dem för transport eller förvaring. Alla hörn är rundade vilket ökar styrka och slagtålighet. Svetsen som binder de två halvorna ligger i en fåra innanför dunkens yttermått och skyddar den mot yttre stötar som annars kan få svetsen att brista. Fåran minskar även risken för att användare kommer i kontakt med vassa delar av svetsen och skär sig. På toppen av dunken finns en förhöjning i ena änden, även beskrivet som en bubbla. Detta utrymme håller tillräckligt med luft när jeepdunken är full så att den flyter om den hamnar i vatten. Jeepdunkens vardera bredsida är formpressad med ett inåtgående X-liknande mönster i olika variationer. Mönstret fyller två funktioner: öka styvheten, på samma sätt som korrugerad plåt, samt tillåta utvidgning och sammandragning utan större formförändring. Exempelvis gör ett varmt klimat att metallen och innehållet, men framförallt innesluten luft, vill expandera, medan ett kallt klimat gör att den vill krympa.
Ovanpå dunken, på kortsidan, sitter tre påsvetsade handtag parallellt med svetsen som håller ihop metallhalvorna. Två av handtagen går längs kanterna, medan det tredje går centrerat mellan dessa. Detta gör att jeepdunken kan bäras på flera olika sätt. Det centrala handtaget är praktiskt när en dunk ska bäras per hand. Om en dunk är tung kan de två ytterhandtagen användas för att bära dunken med två händer, en på vardera ytterhandtag. Två dunkar kan även enkelt bäras med en hand genom att greppa varsitt ytterhandtag på två dunkar med samma hand, vilket gör att dunkarna lägger sig sida vid sida när de lyfts. På så sätt kan en person effektivt bära fyra dunkar, två per hand. Flera handtag gör det även enkelt att passa en dunk till en annan person, då de båda inte behöver konkurrera om samma handtag.
Pipen sitter i ett fasat hörn så att den inte går utanför dunkens rektangulära yttermått. Den har stor diameter vilket gör det enkelt att tömma eller fylla dunken. På pipen sitter ett lufttätande tanklock på en länkarm som sluts med ett spänne med kilformade armar som skjuts in i spår. I öppet läge låses locket genom att länkarmen trycks ner i ett fång, så att locket inte faller ner över pipen och blockerar det vid tömning. Inuti pipen finns ett avluftningsrör så att luft kan komma in i dunken även när det hälls för fullt vilket gör att innehållet flödar ut jämnt.
Det finns även exempel på dunkar som varit försedda med ett invändigt plastfoder, gjorts i rostfritt stål eller helt i plast för att möjliggöra transport av andra vätskor som dricksvatten.

## Galleri

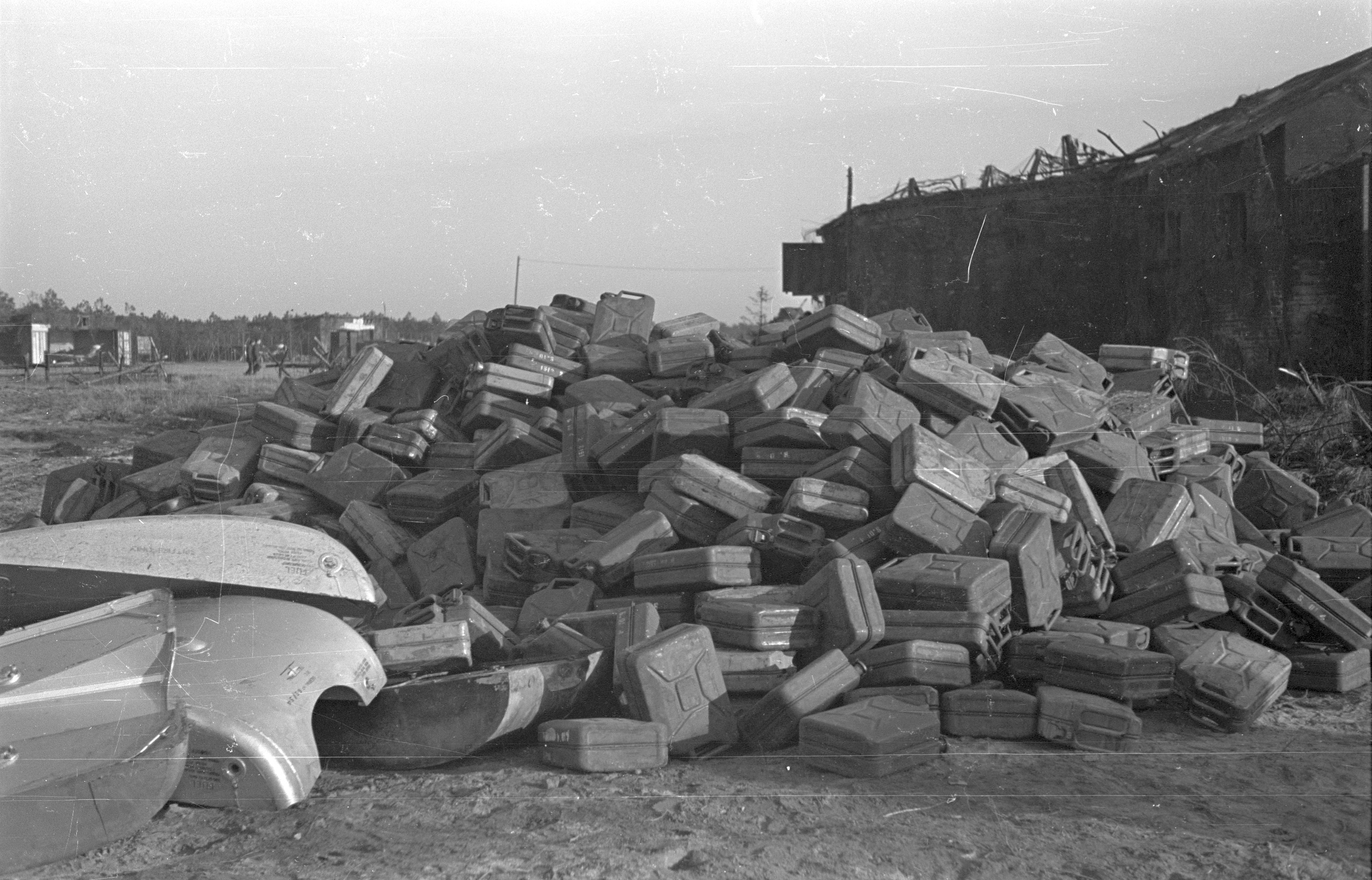
Hög med jeepdunkar tillhörande norska flygvapnet, fälltankar till vänster.
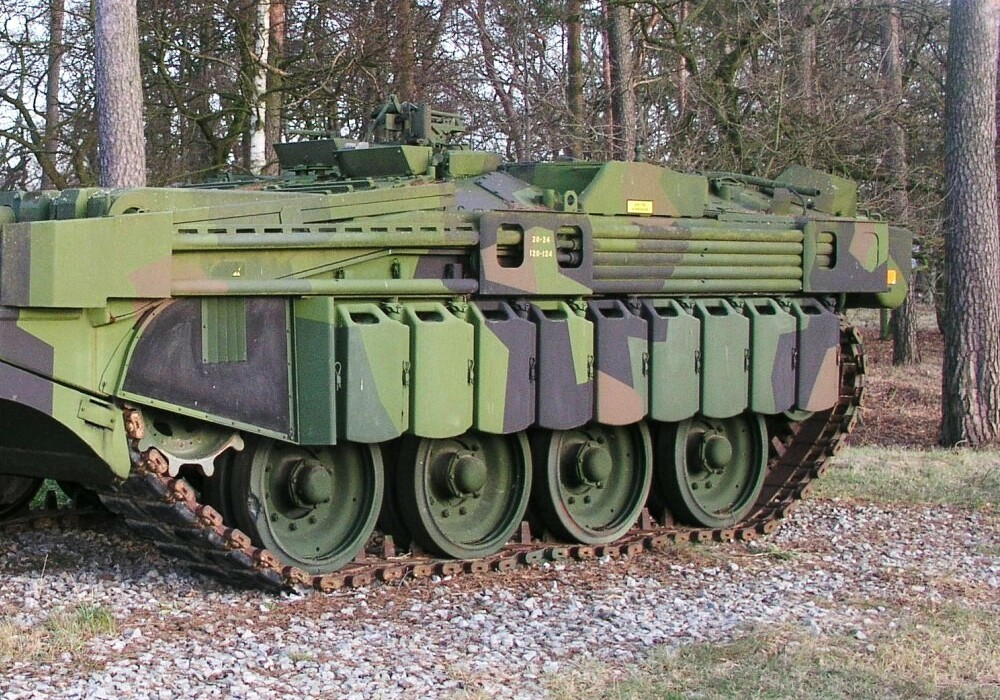
Svensk stridsvagn 103C med jeepdunkar som kjolpansar längs banden.
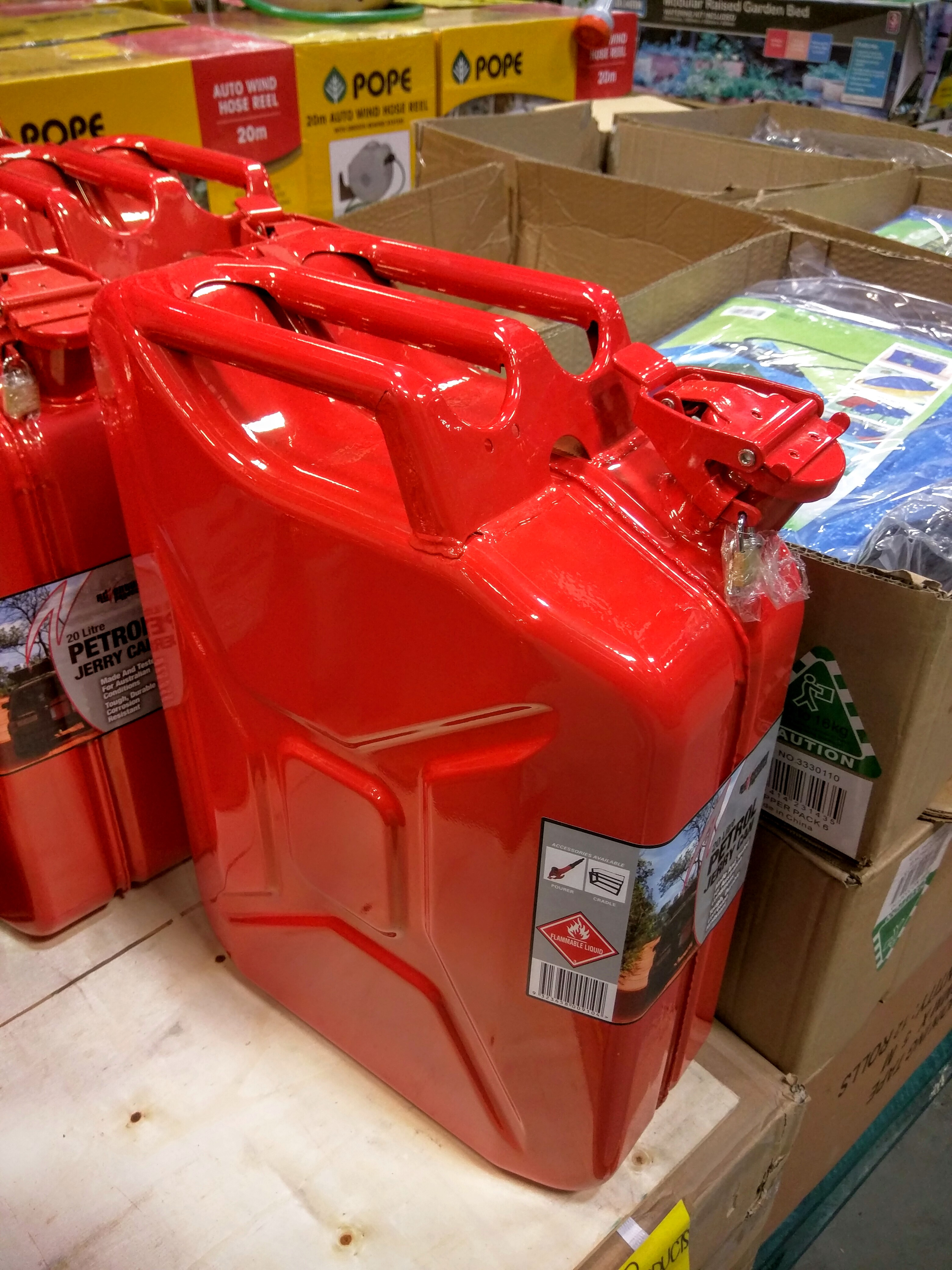
Nyproducerade civila jeepdunkar enligt den ursprungliga tyska konstruktionen.
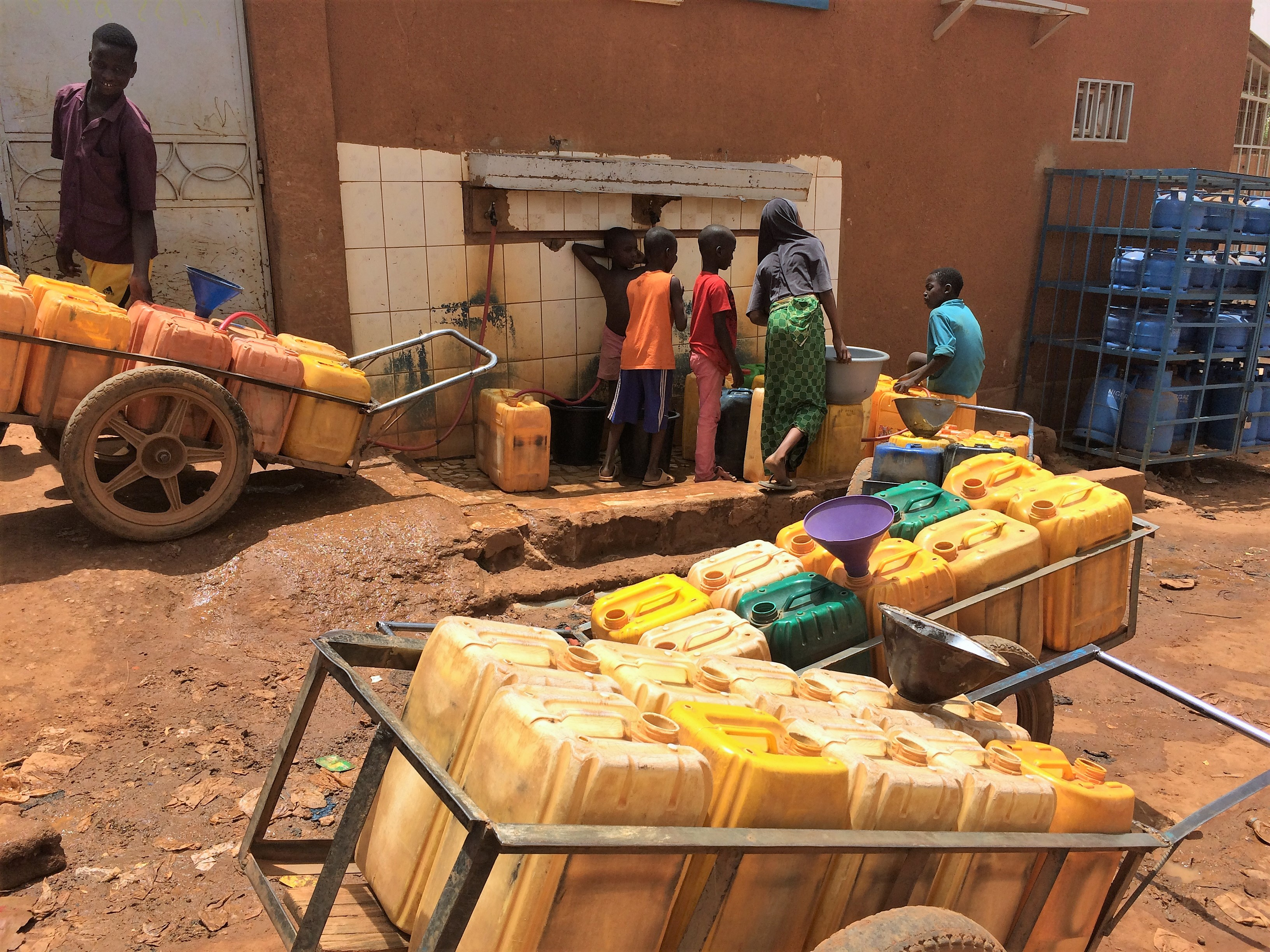
Moderna plastdunkar utformade efter jeepdunken.

### Fotnoter
1. 1 2 3  ”Historien”. blitzcan.se. https://blitzcan.se/. Läst 2022-07-15=.
2. 1 2 3  ”Vad har du i kanistern?”. sprakinstitutet.fi. https://www.sprakinstitutet.fi/sv/publikationer/sprakspalter/reuters_rutor_1986_2013/1998/vad_har_du_i_kanistern. Läst 7 mars 2022.
3. 1 2 3 4 5 6 7 8 9 10 11 12 13  ”Jerry Cans: The True Secret Weapon of WWII” (youtubevideo). Calum. youtube.com. 28 februari 2022. https://www.youtube.com/watch?v=XwUkbGHFAhs. Läst 7 mars 2022.
4. ↑  Merriam-Webster/blitz
5. ↑  ”TERRÄNGBIL 1/2 ton (WILLYS OVERLAND JEPP CJ2)”. artillerimuseet.se. https://www.artillerimuseet.se/sv-SE/utst%C3%A4llningar/wendes-hallen/terr%C3%A4ngbil-1-2-t-43414268. Läst 7 mars 2022.
6. ↑  ”FN:s reglering över dunkar och behållare” (på engelska) (pdf). Förenta nationerna (FN). unece.org. 2010. https://unece.org/fileadmin/DAM/trans/danger/publi/adr/adr2011/English/Part6.pdf. Läst 15 juli 2022.
7. 1 2  ”Jerry (n.)”. etymonline.com. https://www.etymonline.com/word/Jerry. Läst 7 mars 2022.
8. 1 2 3 4 5 6  Franklin D. Roosevelt (24 november 1944). Seventeenth Report to Congress on Lend-lease Operations. United States. Foreign Economic Administration. sid. 18. https://books.google.se/books?id=yZVIAQAAIAAJ&pg=PA7&hl=sv&source=gbs_toc_r&cad=3#v=onepage&q&f=false. Läst 31 augusti 2022

### Videoklipp
- Jerry Cans: The True Secret Weapon of WWII på Youtube
- The Curator at Home: Jerry Cans på Youtube